# Adam Krzesiński
Adam Artur Krzesiński (Varsó, 1965. szeptember 13. –) világ- és Európa-bajnok, olimpiai ezüstérmes lengyel tőrvívó.